# High Stakes (película de 1989)
High Stakes es una película estadounidense dirigida por Amos Kollek y estrenada en 1989.